# Back Orifice
Back Orifice är en känd trojansk häst. Back Orifice finns också i en nyare version kallad Back Orifice 2000 som är Open Source. Namnet Back Orifice är ursprungligen en ordlek med Microsoft BackOffice, och Back Orifice betyder "bakre kroppsöppning". Programmet är utvecklat av Cult of the dead cow.